# Gaubahn-Radweg
Der Gaubahn-Radweg ist ein etwa 37 Kilometer langer Radwanderweg in Tauberfranken. Davon verlaufen etwa 26 Kilometer auf der Trasse der ehemaligen Gaubahn. Er verbindet den Main-Radweg bei Ochsenfurt mit dem Taubertalradweg bei Bieberehren.

## Geschichte
Zwischen 1907 und 1992, bis zu deren Stilllegung, verband die Gaubahn das Tauber- mit dem Maintal. Am 3. Mai 1992 fuhr der letzte Personenzug auf der Bahntrasse. 1994 begann der Abbau der Gleise, bevor 1996 mit dem Ausbau des Radweges begonnen wurde. Zwischen 2010 (Acholshausen – Baldersheim) und 2011 (Ochsenfurt – Acholshausen und Baldersheim – Bieberehren) wurden das ehemalige Gleisbett asphaltiert.

## Strecke

### Profil und Charakteristika
Der Gaubahn-Radweg verläuft auf der stillgelegten Gaubahntrasse von Ochsenfurt im Maintal bis nach Röttingen im Taubertal ohne große Steigungen. Der Radweg ist auf der kompletten Strecke asphaltiert und gut befahrbar.

Ansichten des Gaubahn-Radwegs
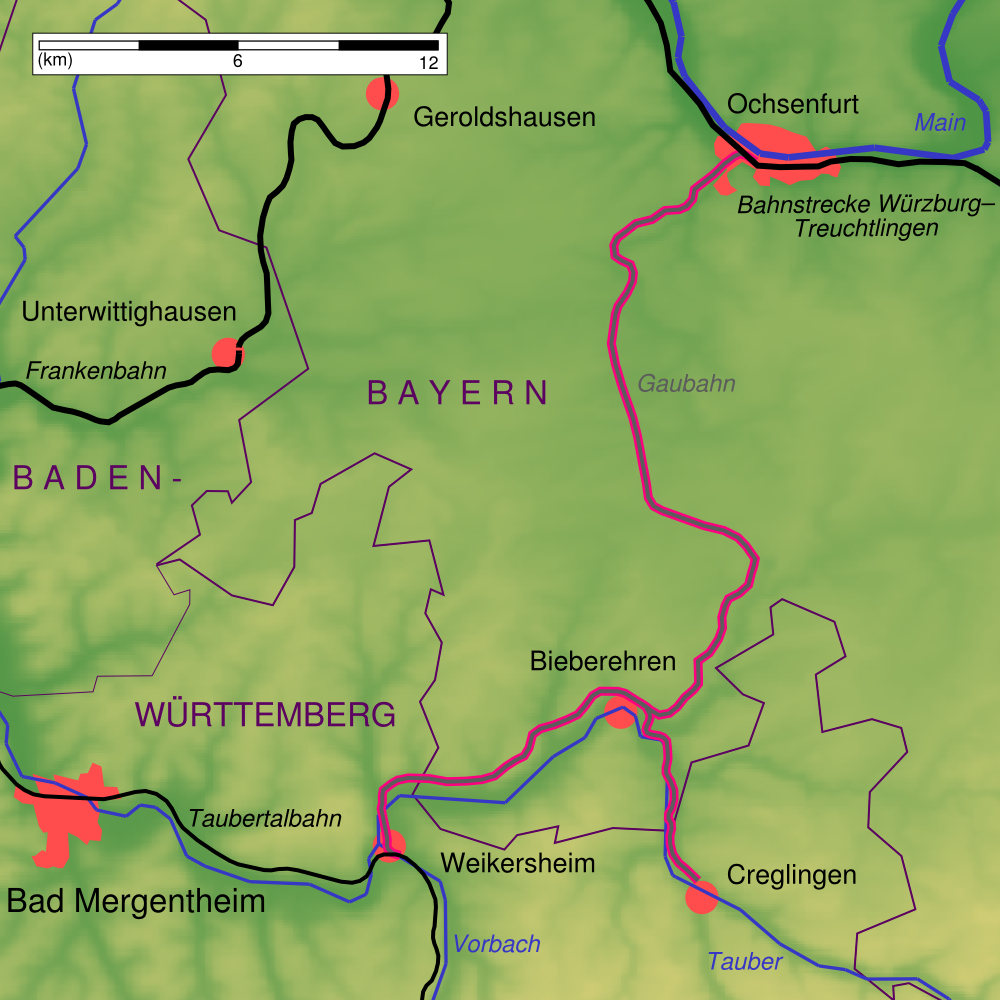
Verlauf der ehemaligen Gaubahn / des Gaubahn-Radweges
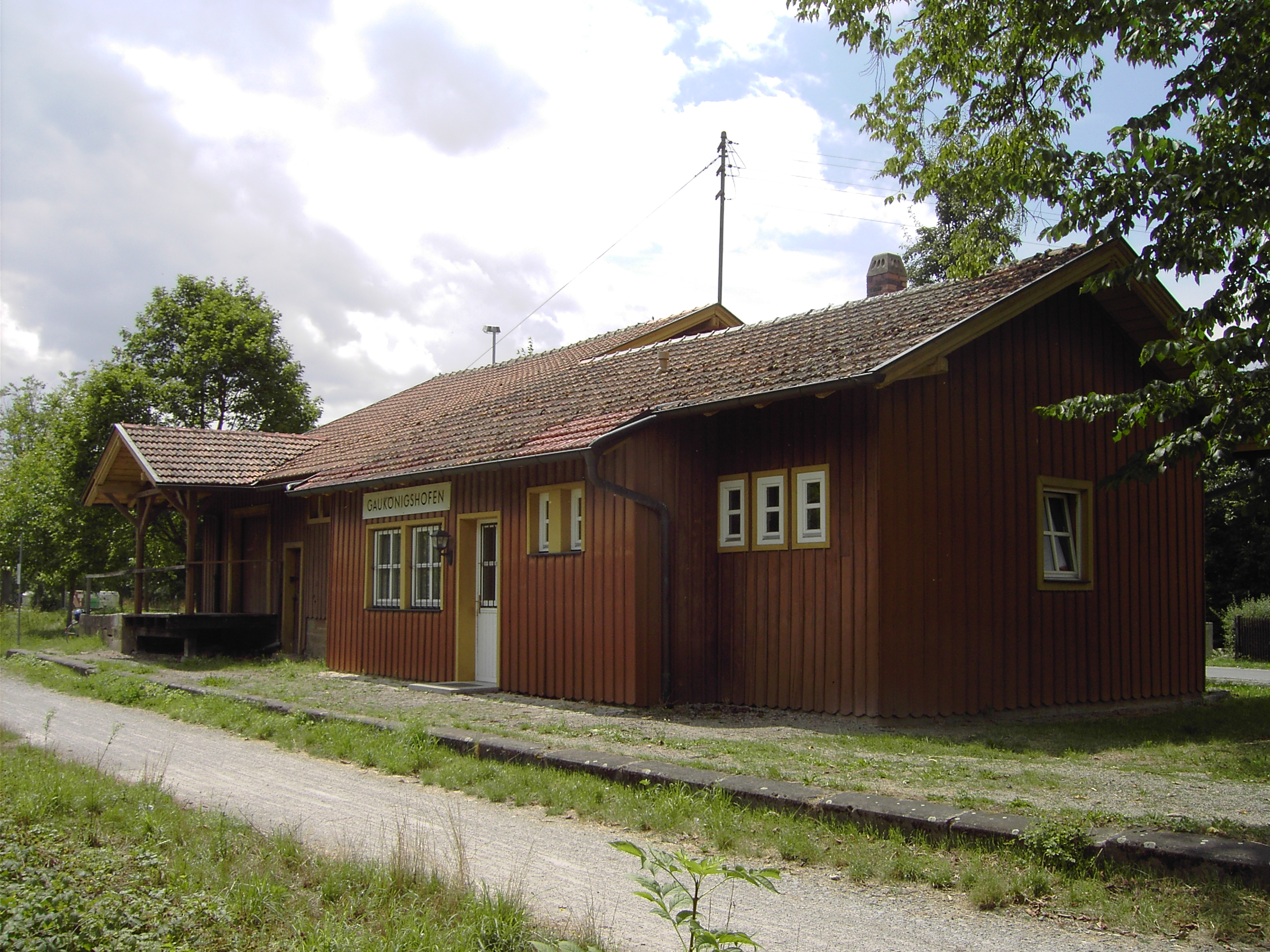
Der Radweg bei Gaukönigshofen (2005)
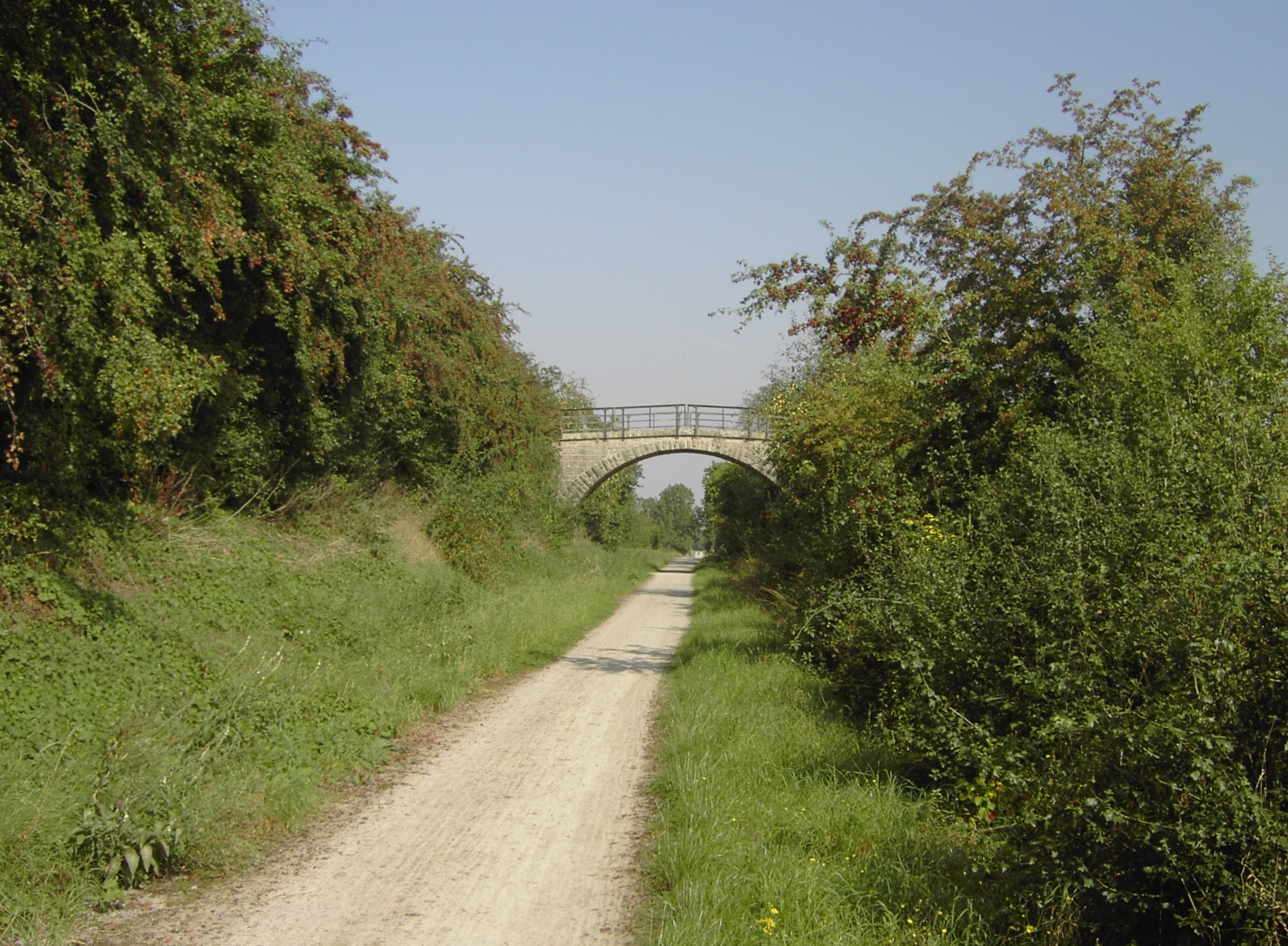
Der Radweg zwischen Ochsenfurt und Weikersheim (2006)

### Verlauf
- Ochsenfurt mit Verbindung zum Main-Radweg
- Tückelhausen
- Acholshausen
- Gaukönigshofen
- Rittershausen
- Sonderhofen
- Gelchsheim
- Baldersheim
- Burgerroth
- Bieberehren mit Verbindung zum Taubertalradweg
- Röttingen

### Anschlüsse

#### Radwanderwege
In beiden Richtungen lässt sich die Reise auf dem Fahrrad fortsetzen. In Bieberehren auf dem Taubertalradweg über Röttingen, Weikersheim, Bad Mergentheim und Tauberbischofsheim bis Wertheim. Oder ebenfalls ab Bieberehren auf dem Taubertalradweg über Creglingen bis Rothenburg ob der Tauber. In Ochsenfurt besteht ein Anschluss zum Main-Radweg. Auch der Main-Tauber-Fränkische Rad-Achter kann an beiden Enden des Radwegs fortgeführt werden.
Wanderer können ihre Reise auf dem Jakobsweg Main-Taubertal ab Weikersheim oder Creglingen fortsetzen.

#### Bahn
An beiden Enden der Strecke gibt es Bahnhöfe. Die Bahnstrecke Crailsheim–Königshofen dient dem Fahrradtourismus im Taubertal. Auch im Maintal besteht Anschluss an den Schienenverkehr.